# Misa Watanabe
Misa Watanabe (渡辺  美佐, Watanabe Misa) (nascida em 30 de abril, 1964, em Tóquio) é uma seiyū japonesa. Atualmente ela é afiliada à Aoni Production. Ela é melhor conhecida por sua dublagem da personagem Nefertari Vivi em One Piece.

## Dublagens
Papéis mais notáveis encontram-se em negrito.

### Animações da televisão
- Absolute Boy - Hana Tokimiya
- Air Gear - Kyo
- Ashita no Nadja - Marie
- Baby and Me - Yukako Enoki
- Basilisk – Akeginu
- Demashita! Powerpuff Girls Z - Kiyoko Gotokuji
- Dinosaur King - Ursula
- Geneshaft – Ann
- Ghost Stories - Mãe de Momoko
- Hataraki Man - Midoriko Shirakawa
- Higurashi no Naku Koro ni - Rina Mamiya
- Magical Princess Minky Momo – Mother
- Master Keaton – Anna
- One Piece – Nefertari Vivi
- Otogi-Jushi Akazukin – Cendrillon
- Saiyuki – Kanzeon Bosatsu
- Tokyo Pig – Announcer Yadama (the "Weather Lady")
- Viewtiful Joe – Diana
- X/1999 - Tokiko Magami

### OVAs
- Interlude - Miyako Saegusa

### Animações do teatro
- Episode of Alabasta: The Desert Princess and the Pirates - Nefertari Vivi
- The Incredibles - Mirage

### Jogos eletrônicos
- Ace Combat 5: The Unsung War - Nastasya Vasilievna Obertas
- Ace Combat Zero: The Belkan War - Marcera Vasquez
- Everybody's Golf – Marion
- Metal Gear Solid 3: Snake Eater– EVA
- Metal Gear Solid: Portable Ops- EVA
- Tales of Symphonia- Martel
- Ico - Queen

### Tokusatsu
- Mahou Sentai Magiranger - Vancuria